# Planorbis-Zone
Die Planorbis-Zone ist eine biostratigraphische Zone des unteren Hettangiums. Sie folgt auf die Tilmanni-Zone und wird ihrerseits von der Liasicus-Zone abgelöst.

## Festlegung

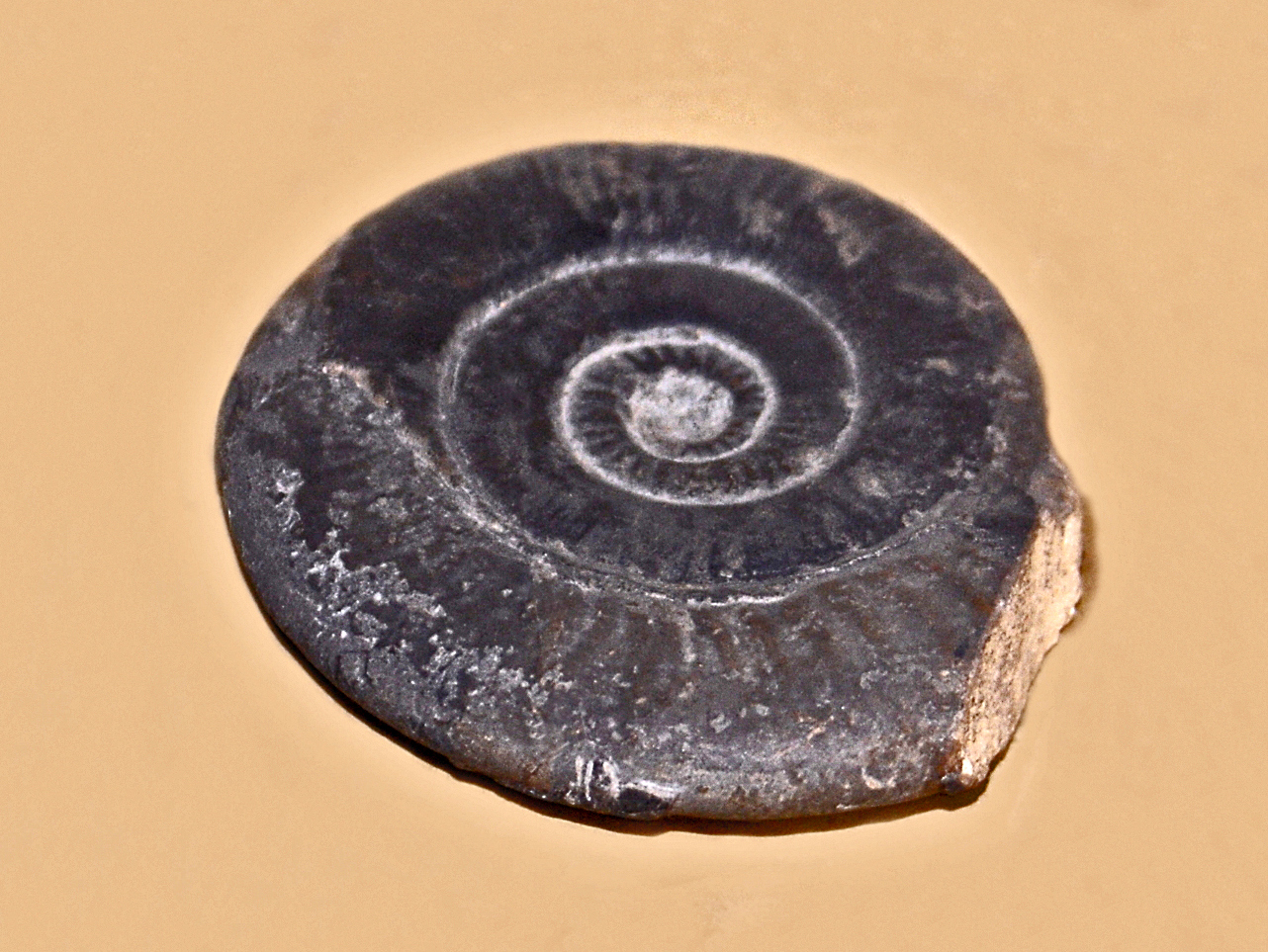
Psiloceras planorbis

Die Planorbis-Zone, auch Psiloceras planorbis-Zone, englisch Planorbis Chronozone, wurde im Jahr 1856 von Albert Oppel errichtet, der sie nach dem für das untere Hettangium charakteristischen Leitfossil – den Neoammoniten Psiloceras planorbis J. de C. Sowerby, 1824 – benannte. 
Ursprünglich definierte die Planorbis-Zone den Beginn des Hettangiums und damit des Juras. Im Laufe der Zeit wurden aber im Liegenden der Planorbis-Zone noch weitere Ammoniten entdeckt, die von den letzten Ammoniten der Trias – den Ceratiten mit der Gattung Choristoceras – grundverschieden waren. Unterhalb der Planorbis-Zone wird daher jetzt in den so genannten Präplanorbisschichten eine weitere Zone eingeschoben, die Tillmanni-Zone.

## Untergliederung
Um eine stratigraphisch bessere Auflösung zu erzielen, wird die Planorbis-Zone weiter unterteilt, und zwar in zwei Subzonen (engl. subchronozones), fünf Biozonen (engl. zonules) und zehn Horizonte (engl. biohorizons). Vom Hangenden zum Liegenden ergibt sich somit folgende Abfolge:
- Johnstoni-Subzone
  - Belcheri-Biozone
    - Horizont von Caloceras intermedium

  - Johnstoni-Biozone
    - Horizont von Caloceras johnstoni
    - Horizont von Caloceras sp. 2
    - Horizont von Caloceras sp. 1
- Planorbis-Subzone
  - Plicatulum-Biozone
    - Horizont von Psiloceras plicatulum

  - Sampsoni-Biozone
    - Horizont von Psiloceras sampsoni

  - Planorbis-Biozone
    - Horizont von Psiloceras planorbis
    - Horizont von Neophyllites antecedens
    - Horizont von Neophyllites imitans
    - Horizont von Psiloceras erugatum

Die beiden Subzonen sind faunistisch voneinander getrennt, so treten die Gattungen Psiloceres und Neophyllites nur in der Planorbis-Subzone und die Gattung Caloceras nur in der Johnstoni-Subzone auf. Am ältesten ist somit der Horizont von Psiloceras erugatum, am jüngsten der Horizont von Caloceras intermedium.

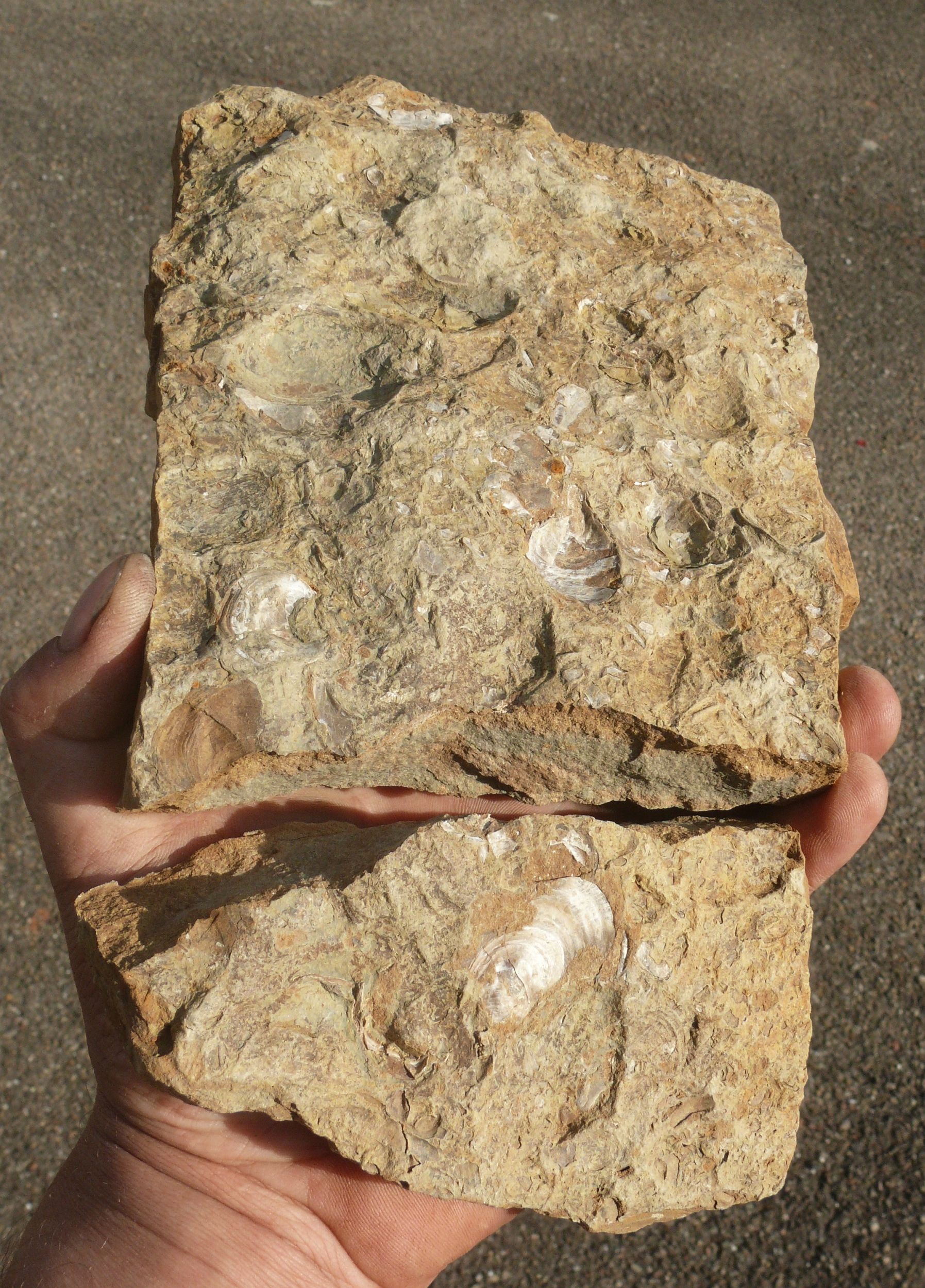
Schill auf der Unterseite eines Kalkbänkchens im Psilonotenton, Sampsoni-Biozone

Die Planorbis-Subzone beginnt mit der Planorbis-Biozone, die wiederum in vier Horizonte unterteilt wird: das berippte Psiloceras-Taxon Psiloceras erugatum an der Basis gefolgt von den glattschaligen Neophylliten Neophyllites imitans und Neophyllites antecedens und schließlich dem ebenfalls glattschaligen Psiloceras planorbis im Hangenden. Die folgende Sampsoni-Biozone – oft auch als Psilonotum-Biozone bezeichnet (siehe Psilonotenton-Formation) – besteht nur aus dem Horizont von Psiloceras sampsoni α. Die abschließende Plicatulum-Biozone enthält nur den Horizont von Psiloceras plicatulum. Anmerkung: Die Plicatulum-Biozone war vormals auch noch als Plicatulus-Horizont bzw. -Biozone bezeichnet worden. Axel von Hillebrandt würde sie am liebsten sogar als eigene Subzone ausweisen, da in Südwestengland alles auf die Existenz noch weiterer Psiloceren-Horizonte hindeutet.
Die von frühen Vertretern der Gattung Caloceras beherrschte Johnstoni-Subzone (benannt nach Caloceras johnstoni) wird aus zwei Biozonen aufgebaut, der Johnstoni-Biozone im Liegenden und der Belcheri-Biozone im Hangenden. Die Johnstoni-Biozone führt in aufsteigender Folge die Horizonte von Caloceras sp. 1, Caloceras sp. 2 und Caloceras johnstoni. Die abschließende Belcheri-Biozone enthält nur den Horizont von Caloceras intermedium.

## Geschichte
Im Jahr 1922 wurde von Arthur Elijah Trueman die Planorbis-Subzone etabliert. Als Stratotyp hatten Warrington und Kollegen dann im Jahr 1994 die Aufschlüsse an der St. Audrie's Bay (bei Watchet) entlang der Westküste von Somerset in England vorgeschlagen. Die Subzone liegt hier an der Basis von Bed 8 bzw. A 18.
Auch die darüber folgende Johnstoni-Subzone wurde 1922 von Trueman errichtet, sie war aber schon 1863 von Urban Schlönbach als eigene Zone ausgewiesen worden. 

## Alter
Es ist schwierig, eine absolute Altersangabe für die Planorbis-Zone zu machen. Guex und Kollegen (2012) zufolge hatte sich die Gattung Psiloceras mit dem Taxon Psiloceras spelae vor 201,5 Millionen Jahren aus den Phyllocerataceae entwickelt.
Bereits sehr früh im Unterhettangium war dann um 201,3 Millionen Jahren die Gattung Neophyllites erschienen, gefolgt um 201,0 Millionen Jahren von der Gattung Caloceras. Gegen Beginn des Mittelhettangiums um 200,7 Millionen Jahren tauche dann die Gattung Kammerkarites auf, die aber  bereits zur Liasicus-Zone zählt. Insgesamt kann daher für die Planorbis-Zone der Zeitraum 201,3 bis 200,7 Millionen Jahren angegeben werden.

## Zonenäquivalente
Die Planorbis-Zone wurde im Bereich des nordwesteuropäischen Schelfmeers entwickelt und gilt daher nur für Länder wie Deutschland, Frankreich, Benelux und das Vereinigte Königreich. Im Tethysbereich der Alpen wird sie durch die Calliphyllum-Zone mit den Subzonen von Psiloceras calliphyllum, Psiloceras costosum und Psiloceras naumanni vertreten. In Nordamerika gelten jedoch folgende Zonen: Minutus-Zone im Liegenden, hierüber die Pacificum-Zone und sodann die Polymorphum-Zone im Hangenden.  